# Баян-Тала
Сільське поселення (сумон) Баян-Тала (тив.: Баян-Тала) входить до складу Дзун-Хемчицького кожууну Республіки Тива Російської Федерації.

## Населення
Населення сумона станом на 1 січня року
| Рік    | 2011 | 2012 | 2013 | 2014 | 2015 |
| ------ | ---- | ---- | ---- | ---- | ---- |
| Насел. | 745  | 735  | 743  | 716  | 705  |